# Giovanni Pietro Pinamonti
Giovanni Pietro Pinamonti SJ (* 27. Dezember 1632 in Pistoia, Toskana, Italien; † 26. Juni 1703 in Orta San Giulio) war ein italienischer katholischer Priester und Schriftsteller aszetischer Schriften. 

## Leben
Giovanni Pietro Pinamonti trat im Jahr 1647 in die Gesellschaft Jesu ein. Als Volksmissionar in Mittel- und Norditalien war er 26 Jahre lang Gefährte von Paolo Segneri SJ, den er schriftstellerisch unterstützte. Zusammen mit Johannes Eudes und Joseph de Gallifet gilt er als wichtigster Förderer der Verehrung des Herzens Mariä in seiner Zeit. 

## Werke (Auswahl)
- Vera Sapientia : Seu Nervosissimae Considerationes Ad acquirendum Sanctum Dei timorem, Peccati horrorem ; Sui cognitionem ; In singulos Hebdomada dies distributae. 1706 (Digitalisat)
- Il Cvor Contrito : Ouero Motivi Per eccitare alla Contrizione Esposte in sette Considerazioni. 1709 (Digitalisat)
- Exorcista rite edoctus, seu accurata methodus omne maleficiorum genus probe, ac prudenter curandi. 1712
- Director Spiritualis Seu Modus Dirigendi Animas In Via Perfectionis Christianae; Sumptus ex Doctrina Sanctorum & Magistris ejusdem Perfectionis
- La Religiosa in Solitudine: Opera, in Cui Si Porge Alle Monache Il Modo D'Impiegarsi Con Frutto Negli Esercizj Spirituali Di S. Ignazio (1704)
- Miraculum Miraculorum Sive Septem Excellentiae Sacrosancti Missae Officii : Totidem Considerationibus Una Cum Praxi Devote Audiendi Sacrum. - Nunc novis typis editae. - Dusseldorpii : Stahl, 1784. Digitalisierte Ausgabe der Universitäts- und Landesbibliothek Düsseldorf
- Il sacro cuore di Maria Vergine (auch online in italienisch bzw. spanisch)
- Deutsche Übersetzung von Der Weg zum Himmel, geebnet durch die Darlegung der sich entgegenstellenden Hindernisse und der Weise, selbe zu überwinden. Nach dem Buche der "geistlichen Uebungen" in zehn Lesungen geordnet.